# 道標 (alanの曲)
「道標」（みちしるべ）は、チベット族中国人女性歌手alanの日本における17作目のシングル。2015年3月25日に配信開始、2015年11月6日にアークプロダクションよりCDリリース。

## 概要
「道標」はゴッドイーター リザレクションのアフターストーリーの新エンディングテーマ曲。「Over the clouds」もゴッドイーター収録。

## 収録曲
1. 道標
作曲：菊池一仁
作詞：Kenn Kato
2. Over the clouds -RESURRECTION MIX-
作曲：菊池一仁
作詞：山本成美
3. 道標 Live version 〜alan symphony 2014〜
4. 道標 （instrumental）